# 和田奈々
和田 奈々（わだ なな、1991年12月8日 - ）は、日本のモデル・グラビアアイドル・タレント・女優である。京都府生まれの大阪育ち。インキュベーション所属。旧所属事務所はウッドオフィス A3プロデュース。

## 人物
- ファッションショーに出演してスカウトされたことがきっかけで「白川 悠衣」（しらかわ ゆい）の芸名でデビュー[2]。
- 特技は、クラシックバレエ(約15年間)、ピアノ(約9年間)、暗記、ストレッチ、アバウト料理作り[3][2]。
- 趣味は、色々な場所でダイエット、散歩、買い物[3]、映画鑑賞など[2]。
- ウエストから尻にかけてのラインがセールスポイントで、自分の尻は「悠衣尻」とも呼ばれている[2]。
- 2020年6月5日、本人のTwitter及びInstagramで芸名を「和田 奈々」（わだ なな）に改名することを発表[4]。
- 2020年6月17日、サッカー選手の武岡優斗と結婚したことを発表した[5]。当初は仕事の関係で別居を予定していたが、新型コロナウイルス感染拡大の影響でお互いの仕事に影響が生じ、事務所の後押しもあって、仕事を一時休業して山口で同居生活を送っている[6][7]。その後、武岡の現役引退及び転職に伴い、拠点を再び首都圏に戻している。

## 活動

### テレビ
- 5いっしょ3ちゃんねる・ひかりTV共同制作『業界用語の基礎知識 壇蜜女学園』（2013年1月8日 - 3月26日）
- 読売テレビ「朝生ワイド す・またん!」
- TOKYO MX「幸せになりたいの」
- 日本テレビ「音龍門 朗読少女」
- TBS「スーパー可視化SHOW」

### 映画
- グレーゾーン (2021年6月4日公開) - 警視庁組織犯罪対策課刑事 新山英理 役

### 広告
- スポーツクラブ・スパ「ラ・グラッセ山王橋」2013年1月〜
- 「京都きものプラザ」広告・WEBモデル
- 「au」店頭VTR 2011年11月～2012年2月
- 「貝印」ヘアーグッズ 店頭VTR

### モデル
- 「Snazz Collection」ステージモデル
- 2011年「東京モーターショー」
- 2012年「東京オートサロン」
- 2012年「大阪オートメッセ」※SUZUKIステージモデル

### その他
- 2011年「きものクイーンコンテスト」エレガンス賞 受賞
- 2011年S/S「福岡アジアコレクション」シンデレラガールコンテスト ファイナリスト

## 作品

### DVD
- Career High（2018年5月30日、エスデジタル）
- 悠衣尻（2018年9月20日、ラインコミュニケーションズ）